# 中国吴桥国际杂技艺术节
中国吴桥国际杂技艺术节（英文名：China Wuqiao International Circus Festival）创办于1987年，每两年举办一届，与摩纳哥蒙特卡洛国际马戏节、法国巴黎“明日”与“未来”世界杂技节并称为世界三大杂技节。
中国吴桥国际杂技艺术节的名称源于有中国杂技之乡的吴桥。举办地点在河北省省会石家庄市，自1999年起由中华人民共和国文化部和河北省人民政府共同主办。每届在当年10月-11月份举办，为期9-5天，最高奖项为“金狮奖”。2009年被国际节庆协会评为“中国最具国际影响力的十大节庆”。2006年起，在每年颁奖的石家庄市的河北省艺术中心设立“星光大道”，以历届获奖艺术家的印记、雕塑为主。

## 沿革
- 1997年第六届开始举办《国际马戏论坛》。
- 1999年第七届杂技节主要会场定为新建成的河北艺术中心，举办开闭幕式以及金狮奖颁奖典礼。[4]
- 2001年第八届售出欧洲转播权，由意大利国家电视台购得。[5] 闭幕式上时任中国国家主席江泽民出席。[6]
- 2009年第十二届首次分为两个会场举行，主会场在石家庄，分会场为沧州。[7]

## 奖项设置
最高奖项为“金狮奖”，还设有“银狮奖”、“铜狮奖”。

## 历届获奖名单
- 第十三届
- 第十二届
- 第十一届
- 第十届
- 第九届
- 第八届
- 第七届

### 第六届（1997年）
- 金狮奖
  - 《集体车技》郑州杂技团的
  - 《四人顶碗》中国杂技团的
  - 《流星》河北省杂技团的
  - 《空中飞人》朝鲜牡丹峰杂技团的

- 银狮奖
  - 《空中飞人》俄罗斯国家马戏公司的
  - 《四人柔术》蒙古国家杂技团的
  - 《跳板蹬人》上海马戏学校的
  - 《摘月亮》河北吴桥杂技学校的
  - 《单杠技巧》朝鲜牡丹峰杂技团的

- 铜狮奖
  - 《抖杠》俄罗斯国家马戏公司的
  - 《空中体操》（双层）加拿大国立马戏学校的
  - 《空中吊子》加拿大国立马戏学校的
  - 《集体手技》俄罗斯国家马戏公司的
  - 《高空钢丝》朝鲜牡丹峰杂技团的
  - 《蹦床飞杠》乌克兰国家马戏公司的
  - 《驯狗》哈萨克斯坦国家马戏院的
  - 《溜冰》英国代表队的
  - 《滑板》俄罗斯国家马戏公司的

### 第五届（1995年）
- 金狮奖
  - 《空中飞人》朝鲜平壤杂技院
  - 《浪桥飞人》俄罗斯国家马戏公司
  - 《圣坛祭》中国河北省杂技团

- 银狮奖
  - 《跳绳顶球》俄罗斯国家马戏公司
  - 《高车技巧》中国河北吴桥杂技学校
  - 《高空钢丝》俄罗斯国家马戏公司
  - 《浪桥飞人》乌克兰国家马戏院
  - 《杂耍》匈牙利国家马戏院
  - 《顶车定车》中国河北沧州杂技团

- 铜狮奖
  - 《转碟》中国北京市杂技团
  - 《滚圈》哈萨克斯坦国家马戏院
  - 《顶圈》波兰联合娱乐有限公司
  - 《空中吊子》法国国立马戏学校
  - 《绳上飞人》加拿大国立马戏学校
  - 《抖轿子》蒙古国家马戏院
  - 《平衡技巧》加拿大国立马戏学校
  - 《顶杆》台湾台北代表队
  - 《对手技巧》瑞士星光马戏团

### 第四届（1993年）
- 金狮奖
  - 《空中飞人》哈萨克斯坦国立马戏院
  - 《转碟》中国南京市杂技团
  - 《四人顶技》中国河北省杂技团
  - 《弹力回转飞行》朝鲜平壤杂技团

- 银狮奖
  - 《兜杠》福建省杂技团
  - 《水流星》中国四川省成都市文化艺术学校
  - 《大跳板》中国安徽省杂技团、安徽省艺术学校
  - 《浪木技巧》中国吉林省长春市杂技团
  - 《三人蹬技》中国内蒙古自治区杂技团
  - 《八人排椅》中国安徽省马鞍山钢铁公司杂技艺术团
  - 《大型马术》哈萨克斯坦国立马戏院

- 铜狮奖
  - 《三人技巧》布基纳法索阿萨西松杂技团
  - 《双人柔板》古巴杂技团
  - 《双人秋千》加拿大国立马戏学校
  - 《顶竿》蒙古国家马戏团
  - 《空中造型》朝鲜平壤杂技团
  - 《爬竿顶技》哈萨克斯坦阿拉木图市阿可阿依公司
  - 《驯狗》哈萨克斯坦国立马戏院
  - 《草帽》中国山东省杂技团
  - 《舞中幡》中国河北省沧州杂技团

### 第三届（1991年）
- 金狮奖
  - 《转动地圈》中国江西省杂技团
  - 《空中飞人》中国朝鲜平壤杂技团
  - 《三人技巧》中国贵州省遵义市杂技团

- 银狮奖
  - 《抖空竹》中国河北省杂技团
  - 《空中技巧》中国河北省吴桥杂技学校
  - 《双顶碗》中国新疆维吾尔自治区杂技团
  - 《双人软功》蒙古国家马戏团
  - 《梅花桩飞叉》中国山东省聊城地区杂技团
  - 《叠椅倒立》中国河北省沧州地区杂技团

- 铜狮奖
  - 《空中技巧》中国天津市杂技团
  - 《转碟》中国北京市杂技团
  - 《秋千顶技》朝鲜平壤杂技团
  - 《空中技巧》法国布拉斯马戏学校
  - 《空中秋千》加拿大太阳马戏团
  - 《车技》瑞典路德威卡小马戏团
  - 《双层分梯》中国四川达县地区杂技团
  - 《车技》美国玲玲马戏团
  - 《高空高低钢丝》中国长春市杂技团

### 第二届（1989年）
- 金狮奖
  - 《大跳板》保加利亚多克维杂技团
  - 《集体武术》河北省杂技团

- 银狮奖
  - 《车技》 前苏联国家马戏团
  - 《空中芭蕾》前苏联国家马戏团
  - 《小跳板》中国广西壮族自治区杂技团

- 铜狮奖
  - 《顶碗》中国广州杂技团
  - 《顶碗》中国安徽省杂技团
  - 《顶技》中国河北省吴桥杂技学校
  - 《绳技》中国福建省杂技团
  - 《快乐的水兵》中国辽宁前进杂技团
  - 《椅子顶》蒙古人民共和国杂技团

### 第一届（1987年）
- 金狮奖
  - 《狮子舞》中国河北省杂技团
  - 《钻地圈》黑龙江省杂技团
  - 《大跳板》安徽省杂技团
  - 《大球高车踢碗》吉林省长春市杂技团
  - 《晃板》河北省吴桥杂技学校

- 银狮奖
  - 《舞中幡》中国齐齐哈尔马戏团
  - 《双人椅技》中国安徽省杂技团
  - 《蹬伞》中国杂技团
  - 《双钻桶》中国贵州省杂技团
  - 《晃梯顶技》中国河北省杂技团
  - 《双人顶碗》四川省万县地区杂技团
  - 《水流星》辽宁省大连杂技团
  - 《晃板》辽宁省沈阳杂技团
  - 《走立绳》中国河北省杂技团
  - 《滑稽狗》中国上海杂技团
  - 《滚灯》中国内蒙古自治区杂技团
  - 《蹬技》中国河北省吴桥县新艺杂技团
  - 《抖空竹》中国河北省杂技团
  - 《空中飞杠》中国辽宁省沈阳杂技团
  - 《乐乐》、《鞭技》中国辽宁省大连杂技团
  - 《手技》中国新疆维吾尔自治区杂技团

## 相关链接
- 官方网站（页面存档备份，存于）
- 《石家庄日报》专题
- 新华网专题（页面存档备份，存于）
- 新华网资料介绍